# Карлин, Александр Богданович
Алекса́ндр Богда́нович Ка́рлин (род. 29 октября 1951, с. Медведка, Тюменцевский район, Алтайский край, РСФСР, СССР) — российский политик. Член Совета Федерации Федерального собрания Российской Федерации от исполнительного органа государственной власти Алтайского края (18 сентября 2018 — 18 сентября 2023).
Губернатор Алтайского края с 25 августа 2005 по 30 мая 2018 (временно исполняющий обязанности губернатора Алтайского края с 31 июля по 25 сентября 2014). Член регионального политического совета партии «Единая Россия».

## Биография

### Детство и юность
Александр Карлин родился 29 октября 1951 года в небольшом селе Медведка Тюменцевского района Алтайского края (сейчас не существует) в семье депортированных на Алтай поволжских немцев. Детство Карлина прошло в деревне Королёвка, там же он окончил восьмилетнюю школу. Среднюю школу окончил в селе Вылково.
В 1972 году с отличием закончил Свердловский юридический институт.

### Прокуратура
В 1972—1982 годах работал в прокуратуре Бийска, в 1982—1986 годах — в прокуратуре Барнаула.
С 1986 года — старший прокурор управления Прокуратуры СССР, в 1989—1990 годах — помощник Генерального прокурора СССР по особым поручениям, в 1991—1992 годах — заместитель начальника управления — начальник отдела по надзору за законностью во внешнеэкономической деятельности, с 1992 года — начальник отдела управления, начальник Управления по обеспечению участия прокуроров в арбитражном процессе Генпрокуратуры РФ. В 1997 году защитил кандидатскую диссертацию в форме научного доклада по теме «Проблемы участия прокурора в арбитражном процессе».

### Министерство юстиции
В 2000—2004 годах работал в Министерстве юстиции РФ (28 апреля 2000 года — статс-секретарь — первый замминистра юстиции РФ, 2002 год — первый замминистра юстиции).

### Администрация президента
В 2004—2005 годах — начальник управления Администрации президента России по вопросам государственной службы; с этой должности предложен Владимиром Путиным на должность главы администрации Алтайского края, после того, как 7 августа того же года в автомобильной катастрофе погиб глава администрации края Михаил Евдокимов.

### Губернатор Алтайского края

#### Первый срок (2005—2009)
7 августа 2005 года в автомобильной катастрофе погиб глава администрации Алтайского края Михаил Евдокимов, избранный на этот пост годом ранее. Президент Владимир Путин назначил на его место заместителя Михаила Козлова с приставкой и. о., а тем временем, согласно существовавшей тогда процедуре, полномочный представитель президента в Сибирском федеральном округе должен был найти и представить главе государства кандидатуры нового руководителя краевой администрации, так как выборы губернаторов в России были тогда отменены. Полпред Анатолий Квашнин предложил Путину двух кандидатов — руководителя регионального лесного ведомства Якова Ишутина и начальник управления по вопросам госслужбы в администрации президента РФ Александр Карлин. Владимир Путин остановился на Карлине и внёс его кандидатуру на утверждение Алтайского краевого совета народных депутатов, который утвердил Карлина на посту главы региона 25 августа 2005 года. В тот же день он принёс присягу и вступил в должность.
С 16 марта по 25 сентября 2007 — член президиума Государственного совета Российской Федерации.
29 ноября 2007 года депутаты краевого парламента официально переименовали должность главы администрации Алтайского края в губернатора Алтайского края.

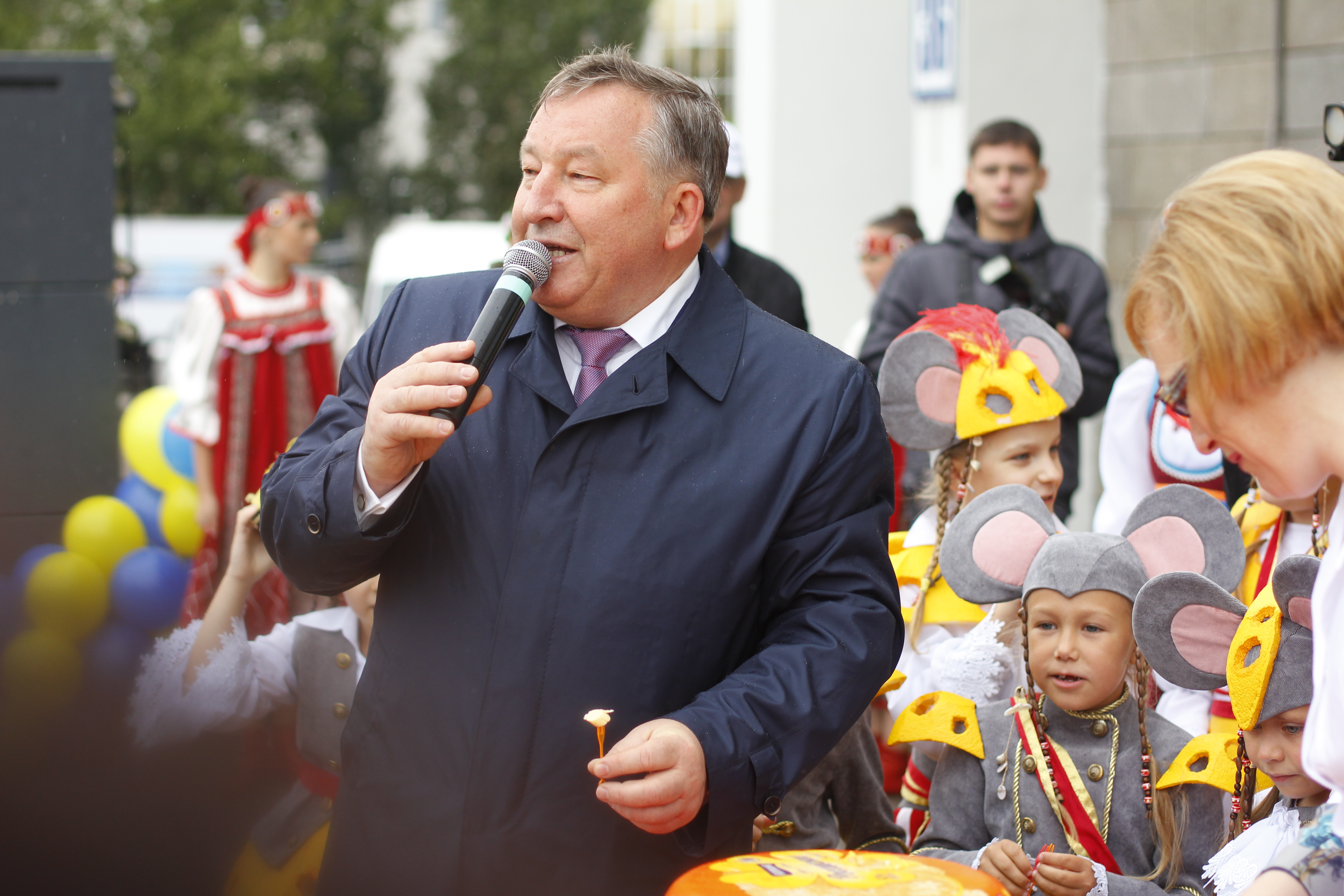
Александр Карлин, Праздник сыра, 2013 год

#### Второй срок (2009—2014)
18 июля 2009 года президент Дмитрий Медведев внёс на рассмотрение Алтайского краевого Законодательного собрания предложение продлить срок полномочий Карлина. Депутаты приняли решение о наделении его полномочиями на новый пятилетний срок. 25 августа 2009 года Карлин официально вступил в должность губернатора.
Одним из самых громких событий второго срока Карлина стала развязка его конфликта с мэром Барнаула Владимиром Колгановым, который длился последние несколько лет. 12 августа 2010 года губернатор подписал постановление об отрешении от должности Колганова «в связи с неоднократными, установленными судом фактами совершения главой города Барнаула действий (бездействия), влекущих нарушение конституционных норм, прав и свобод человека и гражданина, единства правового и экономического пространства Российской Федерации, и непринятием указанным лицом мер по исполнению решений судов.»
Срок губернаторских полномочий Карлина истекал в 25 августа 2014. Выборы губернатора могли пройти лишь в единый день голосования 14 сентября 2014 года. 18 июня на внеочередной конференции регионального отделения «Единой России» Карлин был выдвинут в губернаторы Алтайского края. Чтобы Карлин оставался в должности и после 25 августа, был произведён политический манёвр. 31 июля Карлин подал президенту Владимиру Путину заявление об отставке по собственному желанию, Путин принял отставку и указом назначил Карлина временно исполняющим обязанности губернатора. Таким образом в выборах Карлин принял участие в статусе временно исполняющего обязанности губернатора.

#### Третий срок (2014—2018)
На выборах, проходивших 14 сентября, Карлин набрал 72,97 % и был избран губернатором региона на третий 5-летний срок. До начала избирательной кампании Карлин подписал закон, вводящий на краевых выборах институт досрочного голосования, который вызвал большие опасения со стороны экспертов и общественных наблюдателей. В результате наблюдатели из Движения в защиту прав избирателей «Голос» назвали прошедшее голосование «имитацией выборов», отметив большое количество нарушений и почти 30-процентное расхождение в результатах досрочного и обычного голосования.
С 6 апреля по 22 ноября 2016 — член президиума Государственного совета Российской Федерации.
30 мая 2018 года Александр Карлин подал в отставку. Эксперты связали его уход конфликтами с местными элитами, возрастом и слабыми показателями голосования в регионе за «Единую Россию» и Владимира Путина.

### Член Совета Федерации
17 сентября 2018 года указом губернатора Виктора Томенко назначен членом Совета Федерации от исполнительной власти Алтайского края. В Совете Федерации Карлин занял должность заместителя председателя комитета по конституционному законодательству и государственному строительству.

## Международные санкции
Из-за поддержки российской агрессии и нарушения территориальной целостности Украины во время российско-украинской войны находится под персональными международными санкциями разных стран.
9 марта 2022 года, на фоне вторжения России на Украину, внесён в санкционный список всех стран Европейского союза так как он голосовал за ратификацию договоров о дружбе с самопровозглашёнными ЛНР и ДНР.
30 сентября 2022 года внесён санкционный список Соединенных Штатов Америки «за аннексию Путиным регионов Украины» и одобрения закона о фейках. Государственный департамент отмечает что сенаторы «проголосовали за одобрение просьбы Путина о вводе войск в Украину, что послужило неоправданным предлогом для полномасштабного вторжения России в Украину».
24 марта 2022 года внесён в санкционный список Канады «соратников режима» за «содействие в нарушения суверенитета и территориальной целостности Украины»
По аналогичным основаниям, с 15 марта 2022 года находится под санкциями Великобритании. С 16 марта 2022 года находится под санкциями Швейцарии. С 21 апреля 2022 года находится под санкциями Австралии. Указом президента Украины Владимира Зеленского от 7 сентября 2022 находится под санкциями Украины. С 3 мая 2022 года находится под санкциями Новой Зеландии.

## Собственность и доходы
С семейным доходом за 2011 год в размере 19,8 млн рублей А. Б. Карлин занимает десятую строчку в рейтинге доходов руководителей российских регионов. В 2010 году семейный доход Карлина составил сумму 18,5 млн рублей.
В 2012 году Карлин заработал в шесть раз меньше своей жены (2,98 млн руб. против 18,7 млн руб. у супруги Галины). Семье губернатора принадлежат девять объектов недвижимости, в числе которых два земельных участка (3,1 тыс. и 2 тыс. м²), две квартиры (139,7 и 112,1 м²), два парковочных места, жилой дом (около 500 м²). При этом в безвозмездном пользовании Карлиных находится квартира площадью 160 м².

## Семья
Женат, имеет двоих сыновей. Жена, Галина Викторовна Карлина — работала нотариусом в Москве до 2016 года; в 2008 году была отстранена от нотариальной деятельности в связи с нарушениями условий получения должности, однако позднее продолжила работу. С полученным в 2012 году доходом 18,7 млн рублей занимала третье место в списке самых богатых жён губернаторов России.
Сыновья, Андрей и Виктор Карлины, по образованию юристы. Виктор Карлин пошел по стопам матери и стал нотариусом в Москве после завершения её карьеры. Андрей Карлин — основатель и глава фонда «Стимулирование правовых исследований», который, в свою очередь, является совладельцем Международного юридического института.
Сестра Карлина, Ирма Карловна Гебель, живёт в селе Королёвка Тюменцевского района. Со слов сестры, она носит другое отчество, потому что это «семейный секрет».

## Звания и награды
Профессор, доктор юридических наук (диссертация «Проблемы правового регулирования государственной регистрации права собственности на недвижимое имущество» защищена 25 июня 2007 года; официальные оппоненты: Е. П. Губин, С. В. Запольский и В. В. Чубаров). Сообществом «Диссернет» позднее в ней обнаружена значительная доля плагиата. Действительный государственный советник Российской Федерации 1-го класса. Почётный работник органов прокуратуры, юстиции. Член редколлегий журналов «Законность» и «Прокурорская и следственная практика».
- Орден «За заслуги перед Отечеством» III степени (2013) — за большой вклад в социально-экономическое развитие края и многолетнюю добросовестную работу[37].
- Орден «За заслуги перед Отечеством» IV степени (2007) — за большой вклад в социально-экономическое развитие Алтайского края[38].
- Медаль ордена «За заслуги перед Отечеством» II степени (2002) — за достигнутые трудовые успехи, укрепление дружбы и сотрудничества между народами и многолетнюю добросовестную работу[39].
- Орден святого благоверного князя Даниила Московского[40].
- Почётная грамота Президента Российской Федерации (2011) — за высокий профессионализм в организации работ по ликвидации последствий стихийных бедствий в Алтайском крае[41]
- Благодарность Президента Российской Федерации (2004) — за активное участие в законотворческой деятельности[42]
- Почётная грамота Правительства Российской Федерации (2003) — за заслуги в обеспечении правовой политики государства.
- Благодарность Правительства Российской Федерации (2007 — за большой вклад в реализацию Государственного плана подготовки управленческих кадров для организаций народного хозяйства Российской Федерации[43]
- Заслуженный юрист Российской Федерации (1997)[44].
- Орден «За заслуги перед Алтайским краем» I степени (1 июня 2018) — за выдающиеся заслуги перед Алтайским краем, связанные с высокими достижениями в труде

## Интервью
- Интервью с губернатором Алтайского края Александром Карлиным, 12 августа 2009 г.
- Интервью с губернатором Алтайского края Александром Карлиным, 9 августа 2017 г.